# 퀸 + 폴 로저스
퀸 + 폴 로저스는 퀸의 보컬 프레디 머큐리의 사망 이후 2004년에 퀸의 나머지 멤버 브라이언 메이, 로저 테일러가 프리, 배드 컴퍼니의 보컬로 활약 했던 폴 로저스와 함께 만든 밴드이다.
퀸의 베이시스트 존 디콘은 로저와 브라이언과는 달리 이 밴드에 참여하지 않았으나 그들을 지지해주었다.
그들은 1984년부터 퀸의 투어에 세션으로 참가했던 스파이크 에드니를 키보드 연주자로, 브라이언 메이의 투어를 도왔던 재미 모세스를 리듬 기타리스트로, 퀸의 노래들로 만든 뮤지컬 <We Will Rock You>의 베이시스트인 대니 미란다를 베이시스트로 고용하였다.
2005년 그들의 첫 투어인 Queen + Paul Rodgers 투어를 시작하여 2005년 5월 9일 셰필드 콘서트 실황 앨범 <<Return of the Champions>>를 발매하였고, 2006년에는 2005년 10월 27일의 일본 콘서트 실황 앨범인 <<Super Live In Japan>>을 발매하였다.
2007년에는 로저 테일러가 넬슨 만델라에게 헌정한 곡인 <Say It's Not True>가 발매되었으며, 영국 차트 90위와 이탈리아 차트 5위를 기록하였다.
2008년 4월 4일에는 영국의 유명 채널인 ITV의 간판 프로그램 <Al Murray's Happy Tour>에서는 로저가 작곡한 <C-lebrity>라는 신곡을 공개하였으며 같은해 6월 27일 영국의 수도 런던에 있는 하이드 파크에서 열린 넬슨 만델라의 90회 생일 기념 46664 콘서트에서도 모습을 선보였다. 9월 8일에는 싱글 앨범인 <C-lebrity>를 발매하여 영국 팝 차트 33위, 영국 록 차트 1위에 올랐고 9월 15일에는 첫 스튜디오 앨범 <<The Cosmos Rocks>>가 발매되어 UK 앨범 차트 5위를 기록하였다. 퀸 + 폴 로저스는 <The Cosmos Rocks> 앨범 발매에 맞추어 <Rock the Cosmos Tour>라는 월드 투어를 했는데, 투어 첫날이었던 9월 12일에는 우크라이나의 하리코프에서 무료 자선 공연을 열었다. 이 공연의 실황은 2009년 6월 15일 Live in Ukraine이라는 제목의 CD와 DVD로 발매되었다.
그러나 퀸 + 폴 로저스는 2009년 5월 폴 로저스의 이전 소속 밴드 배드 컴퍼니의 재결합 투어에 앞서 폴 로저스의 탈퇴로 해산되었다.

## 같이 보기
- 퀸 + 애덤 램버트